# Veauville-lès-Quelles

Veauville-lès-Quelles este o comună în departamentul Seine-Maritime, Franța. În 1 ianuarie 2022 avea o populație de 125 de locuitori.